# مجسمه پنلوپه
مجسمهٔ پنلوپه مجسمه‌ای از سنگ مرمر است که در تخت جمشید کشف شد و گمان می‌رود مجسمه پنلوپه باشد. این مجسمه در موزه ملی ایران قرار دارد، اما در مه ۲۰۱۵ به مدت چهار ماه در بنیاد پرادای میلان به نمایش گذاشته شد. این مجسمه یونانی در سال ۱۹۴۵ توسط انستیتوی شرقی شیکاگو کشف شد. این مجسمه در سه قسمت در ویرانه‌های خزانه داری تخت جمشید پراکنده شده‌بود.

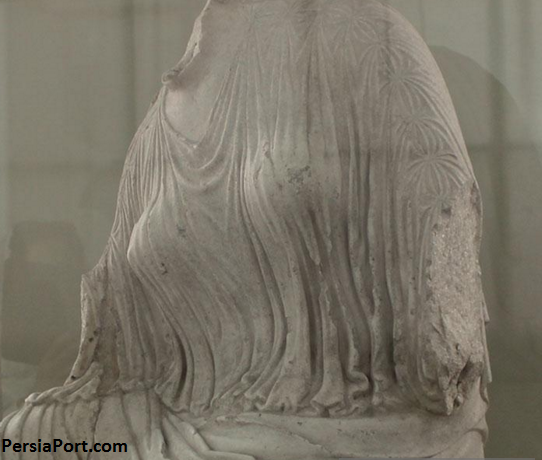
مجسمهٔ پنلوپه

این مجسمه اکنون در قسمت باستان شناسی موزه ملی ایران قرار دارد و بازید از آن برای عموم آزاد است.